# Horné Semerovce
Horné Semerovce (in ungherese Felsőszemeréd) è un comune della Slovacchia facente parte del distretto di Levice, nella regione di Nitra.